# Riedelia pterocalyx
Riedelia pterocalyx är en enhjärtbladig växtart som först beskrevs av Karl Moritz Schumann, och fick sitt nu gällande namn av Theodoric Valeton. Riedelia pterocalyx ingår i släktet Riedelia och familjen Zingiberaceae. Inga underarter finns listade i Catalogue of Life.